# John Bevis
John Bevis (10 de novembre de 1695 a Old Sarum, Wiltshire – 6 de novembre de 1771) va ser un astrònom, recercador de l'electricitat i metge anglès. Va ser el descobridor de la Nebulosa del Cranc l'any 1731.
Bevis també observà una ocultació pel planeta Venus del planeta Mercuri el 28 de maig de 1737 i observà i va predir els eclipsis de les llunes de Júpiter. De les observacions fetes dels del telescopi a Stoke Newington, Middlesex, compilà un catàleg d'estels titulat Uranographia Britannica al voltant de 1750.
El 1757 Bevis publicà a Londres un volum The History and Philosophy of Earthquakesen el qual recull informes del terratrèmol de Lisboa i que després va ser utilitzat per John Michell (1761).
El 1757 Bevis va ser preguntat pel tabaquer Thomas Hughes pel motiu pel qual les plantes de tabac no florien al seu jardí de Bagnigge House, a King's Cross Road, Londres. Bevis va comprovar que l'aigua amb la qual regava tenia un excés de ferro i aquesta aigua va ser aprofitada per a construir l'any 1758 un spa que va ser molt popular anomenat, Bagnigge Wells.
Va ser elegit Fellow of the Royal Society el novembre de 1765.

## Recerca en l'electricitat
L'any 1746 va arribar a Anglaterra el primer flascó de Leyden, Bevis treballà amb William Watson per a refinar-lo utilitzant el plom. Van fer experiments per tal de determinar la velocitat de l'electricitat i van concloure que era gairebé instantània.
Watson i Bevis van establir molta correspondència amb Benjamin Franklin i s'uniren al seu grup i van unir uns flascons de Leyden per a construir una bateria.Van presentar el concepte de les càrregues elèctriques positives i negatives.